# Stożek Wielki
Stożek Wielki (en checo: Velký Stožek; literalmente "cono grande") es una montaña en la frontera entre Polonia y la República Checa, en la sierra de los Beskides de Silesia. Alcanza una altura de 978 metros.
La frontera se puede cruzar en la parte superior, que está dentro del alcance fácil de la ciudad de Wisła. Tiene una forma cónica característica y en sus laderas crecen hayas y coníferas.
Desde 1922 existe un refugio turístico en la montaña, construido a partir de la iniciativa de la Polskie Towarzystwo Turystyczne "Beskid" (Sociedad Polaca turística "Beskid").